# ORS 1
ORS 1 (Octahedron Research Satellite 1 ou Octahedral Research Satellite 1), também denominado de ERS 15, foi um satélite artificial estadunidense lançado em 19 de agosto de 1966 mediante un foguete Atlas-Agena D a partir da Base da Força Aérea de Vandenberg.

## Características
O ORS 1 foi um dos membros de sucesso da família de satélites ERS (Environmental Research Satellites), pequenos satélites lançados como carga secundária junto com satélites maiores para fazer testes de tecnologia e estudos do ambiente espacial. O ORS 1 foi lançado em conjunto com os satélites RTS-1 2 e EGRS 7. Levava a bordo vários experimentos, todos relacionados com a soldagem a frio no espaço e transmitia na frequência de 136,44 MHz.